# Medinilla magnifica
Medinilla magnifica is een plant uit de familie Melastomataceae. Het is een vrij brede, tot 3 m hoge struik met vierkantige tot gevleugelde twijgen, die op de knopen borstelig behaard zijn. De bladeren zijn tegenoverstaand, stevig, leerachtig, zittend met een hartvormige basis, 20-30 cm lang en eirond met een korte punt. Het blad heeft boogvormige nerven, die aan de onderkant sterk uitspringen.
De bloemen groeien in tot 50 cm lange pluimen met daarboven tot 20 cm lange, eironde, roze schutbladen, die eerst de pluimen geheel omhullen en later afstaan. De individuele bloemen zijn tot 2,5 cm groot en roze, rood of violet van kleur. Ze bestaan uit een bekervormige kelk, vijf kroonbladeren en tien meeldraden die twee gele verdikkingen en één bleeklila helmknop dragen. De vruchten zijn violette, circa 1 cm grote, vlezige bessen waaraan aan het einde ringvormige resten van de kelk blijven behouden.
Medinilla magnifica is endemisch op de Filipijnen. In zijn natuurlijke verspreidingsgebied is de plant een epifyt die in vorktakken van grote bomen groeit en vaak zo hoog dat hij vanaf de grond nauwelijks is te zien. Medinilla myriantha wordt soms verward met Medinilla magnifica, maar bij de eerste ontbreken de opvallende schutbladen.
Medinilla magnifica wordt in de tropen vaak als kuipplant gekweekt. In België en Nederland wordt de soort als kamerplant aangeboden. Meestal krijgt de soort als kamerplant echter te weinig licht en de relatieve luchtvochtigheid is in kamers vaak te laag. Het is beter om de plant in een verwarmde broeikas te kweken. 

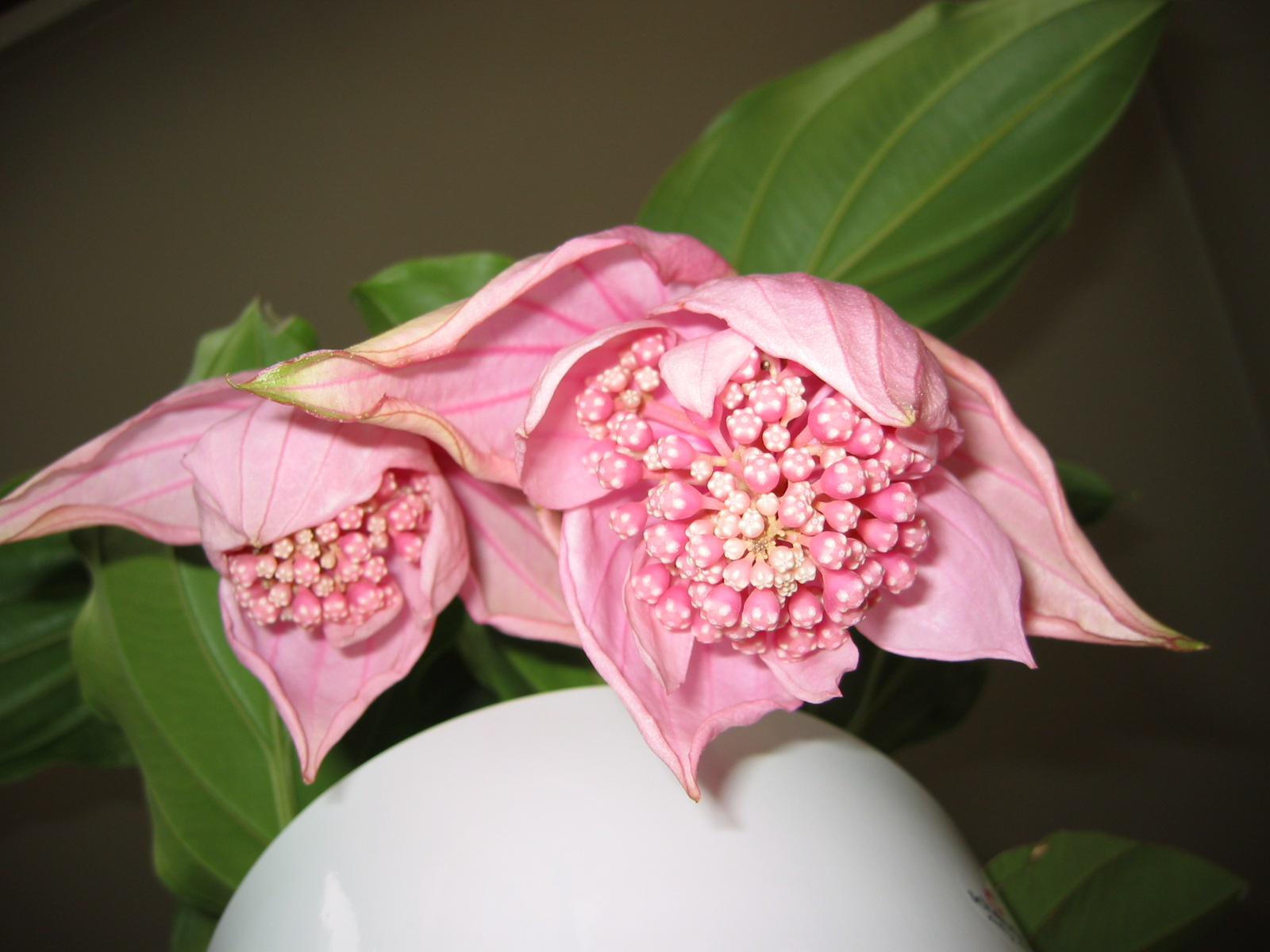
Bloeiwijzes omgeven door schutbladeren